# Relations entre le Cameroun et le Nigeria
 (septembre 2022).
Les relations entre le Cameroun et le Nigeria ont été établies en 1960, l'année même où chaque pays a obtenu son indépendance. Depuis lors, leurs relations ont tourné en grande partie autour de leur vaste frontière commune, ainsi que de l'héritage des accords coloniaux en vertu desquels certaines régions du Cameroun étaient administrées comme faisant partie de la colonie et protectorat du Nigeria. Les pays ont frôlé la guerre dans les années 1990, à l'issue d'un long conflit sur la souveraineté de la péninsule de Bakassi. Au XXIe siècle, cependant, ils ont renoué avec la convivialité, en partie parce que la démarcation de leur frontière a été formalisée, et en partie parce que l'insurrection de Boko Haram dans le bassin du lac Tchad a nécessité une coopération de plus en plus étroite en matière de sécurité régionale.

## Les années 1960-1970: Premières relations diplomatiques
En 1960, le Cameroun et le Nigeria ont respectivement acquis leur indépendance vis-à-vis de la France et du Royaume-Uni, et ont établi des relations bilatérales la même année,. Le 6 février 1963, ils ont signé un "Accord d'amitié et de coopération", un accord commercial et un protocole d'accord sur la circulation transfrontalière des personnes et des biens. Une fois qu'il s'est réconcilié avec la perte par le Cameroun du Cameroun septentrional britannique au profit du Nigeria, Ahmadou Ahidjo, le premier président de la République indépendante du Cameroun, s'est engagé en 1964 à ce que "nous veillions à ce que nos relations avec le Nigeria... soient optimales".

### Guerre du Biafra
Pendant la guerre du Biafra, Ahidjo a apporté un soutien précieux au gouvernement militaire fédéral du Nigeria, dirigé par le général Yakubu Gowon,. En novembre 1967, après s'être initialement déclaré neutre dans le conflit, le Cameroun a fermé sa frontière avec le Nigeria et a interdit les expéditions d'armes, de médicaments, de denrées alimentaires ou d'autres fournitures vers le Biafra. Le gouvernement nigérian est invité à utiliser le village camerounais de Jabane comme base pour surveiller les approvisionnements entrant dans son port de Calabar. Plus surprenant encore, Ahidjo condamne publiquement les nations qui soutiennent les sécessionnistes biafrais, un groupe qui comprend non seulement des États africains comme le Gabon, la Côte d'Ivoire et la Tanzanie, mais aussi la France, l'un des plus importants mécènes du Cameroun. Ahidjo a également été nommé à la commission de médiation de l'Organisation de l'unité africaine pendant la guerre, et après la fin de la guerre, il a servi de médiateur informel entre le Nigeria et les États francophones qui avaient reconnu l'indépendance du Biafra.
Cela a inauguré "peut-être l'heure la plus glorieuse" des relations entre le Cameroun et le Nigeria au XXe siècle : lors d'une visite d'État au Nigeria en septembre 1970, Ahidjo a reçu les éloges publics de Gowon pour son soutien, et en 1972 l'Université de Lagos lui a décerné un diplôme honorifique. D'autres accords de coopération ont suivi : trois en mars 1972, dont un sur la coopération policière, et un accord sur les services aériens en mai 1978.

## Différends dans la région frontalière

### Contexte
Le 11 février 1961, quelques mois après l'indépendance du Nigeria, un plébiscite est organisé, sous la supervision des Nations unies (ONU), afin de déterminer l'avenir des régions, situées le long de la frontière entre le Nigeria et le Cameroun, qui étaient auparavant sous mandat britannique. Ces deux régions, le Cameroun septentrional (Northern Cameroons) et le Cameroun méridional (Southern Cameroons), appartenaient au Kamerun jusqu'à la défaite de l'Allemagne, au Cameroun en 1916, pendant la Première Guerre mondiale. Par la suite, les deux régions sont placées sous administration britannique et gouvernées comme faisant partie du Nigeria britannique du Nord et de l'Est respectivement, tandis que le reste du Cameroun est placé sous administration française. Lors du référendum de 1961, le Cameroun méridional vote pour la réunification avec le Cameroun, tandis que le Cameroun septentrional, qui avait reporté sa décision lors d'un précédent référendum en 1959, vote pour la réunification avec le Nigeria. Ahidjo fait campagne pour la réunification totale du Cameroun, et il proteste sans succès contre le résultat du vote du Nord, auprès de la Cour internationale de justice, alléguant une ingérence britannique et nigériane, allant de "l'intimidation, la persécution ouverte et l'obstruction de toutes sortes, jusqu'à un truquage éhonté". La réponse camerounaise au référendum est décrite comme un "fort ressentiment officiel" ou comme une "amertume profonde et durable", et le Cameroun observe son anniversaire pendant plusieurs années par la suite comme un "jour de deuil officiel pour les "territoires perdus"".

### Cameroun anglophone

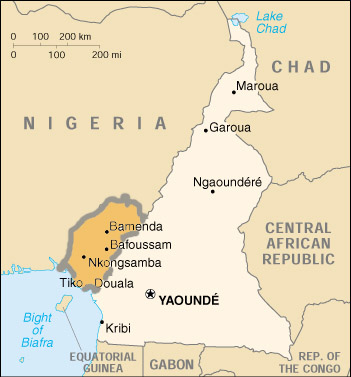
Une carte du Cameroun et du Nigeria, mettant en évidence le Cameroun anglophone entre les deux.

La réunification de l'ancien Cameroun méridional avec le reste du Cameroun pose des problèmes politiques aux dirigeants camerounais, et ces problèmes se sont parfois mêlés aux relations entre le Cameroun et le Nigeria.  A. S. Ngwana, homme politique camerounais, conteste le « soi-disant problème anglophone » car il estime que certaines parties du Cameroun ont passé près de cinquante ans, entre 1916 et 1961, sous différentes administrations coloniales, se nourrissant de cultures et de modes de gouvernance différents. De plus, au cours de cette même période, un grand nombre de Nigérians de l'Est, en particulier des Igbo, migrent vers le Cameroun méridional. Leur rôle central dans l'économie régionale provoque une montée de la xénophobie parmi les résidents camerounais, une "peur de l'Igbo" qui, après la Seconde Guerre mondiale, est utilisée par les nationalistes locaux,. 
Après l'indépendance, à partir du milieu des années 1960, le régime d'Ahidjo prend des mesures pour démanteler les efforts d'auto-organisation des Igbo dans la région, notamment en interdisant les associations ethniques comme la puissante Union Igbo. 
Au début des années 1970, cependant, les Igbo rejoignent de plus en plus l'Union nigériane au Cameroun, une organisation de la diaspora légalement reconnue, qui est devenue un important groupe de pression pour les intérêts nigérians dans le pays, ainsi qu'un important véhicule pour leur intégration. 
À partir des années 1990, le Cameroun s'inquiète du fait que les résidents nigérians sont des « alliés naturels » des mouvements sécessionnistes anglophones émergents parmi les Camerounais, nonobstant les tensions historiques entre les Camerounais et les Igbos. Les tensions entre l'État camerounais et chaque groupe respectif, les migrants nigérians et les sécessionnistes camerounais sont exacerbées par le conflit entre le Cameroun et le Nigeria concernant la souveraineté des régions frontalières dans lesquelles nombre d'entre eux résidaient.